# Мария Стюарт
Мари́я I, Мари́я Стюа́рт (гэльск. Màiri Stiùbhart, англ. Mary I Stuart, фр. Marie Stuart; 8 декабря 1542, Дворец Линлитгоу, Шотландия — 8 февраля 1587[…], Замок Фотерингей, Королевство Англия) — королева Шотландии с 6 дня жизни, фактически правила с 1561 года до низложения в 1567 году, а также королева Франции в 1559—1560 годах (как супруга короля Франциска II) и претендентка на английский престол. Её трагическая судьба, наполненная «литературными» по драматизму поворотами и событиями, привлекала писателей романтической и последующих эпох.

## Детство и ранние годы

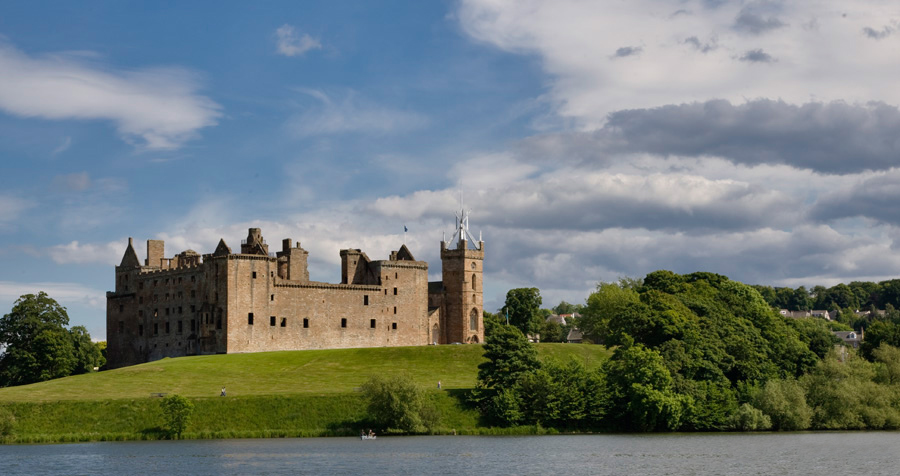
Линлитгоу.

Мария родилась 8 декабря 1542 года во дворце Линлитгоу, Шотландия, в семье короля Якова V и его второй жены-француженки Марии де Гиз. Говорят, что она родилась преждевременно и была единственным законным ребёнком короля, пережившим его. Она была внучатой племянницей короля Англии Генриха VIII, так как её бабушка по отцовской линии Маргарита Тюдор была его старшей сестрой. 14 декабря, через шесть дней после её рождения, она стала королевой Шотландии, когда умер её отец, возможно, из-за последствий нервного срыва после битвы при Солуэй-Мосс или из-за выпитой зараженной воды во время кампании.
В популярной легенде, впервые записанной Джоном Ноксом, говорится, что Джеймс, услышав на смертном одре, что его жена родила дочь, с сожалением воскликнул: «It cam wi' a lass and it will gang wi' a lass!» — «С девчонкой это случилось, и девчонка это погубит (с девчонкой это произойдет)».
```
Дом Стюартов получил трон Шотландии в XIV веке благодаря браку Марджори Брюс, дочери Роберта Брюса, с Уолтером Стюартом, 6-м верховным стюардом Шотландии. Корона пришла к его семье через женщину и будет потеряна из его семьи через женщину. Это легендарное утверждение сбылось гораздо позже — не через Марию, а через её праправнучку Анну, королеву Великобритании
[
10
]
.
```

Марию крестили в соседней церкви Святого Михаила вскоре после её рождения. Ходили слухи, что она была слабой и немощной, но английский дипломат Ральф Сэдлер увидев младенца во дворце Линлитгоу в марте 1543 года, когда няня Джин Синклер разворачивала пеленку, написал: «это такой же хороший ребёнок, как я видел в её возрасте, и как хотелось бы жить».
Поскольку Мария была шестидневным младенцем, когда унаследовала трон, Шотландией правили регенты, пока она не стала взрослой. С самого начала было два претендента на регентство: от католического кардинала Дэвида Битона и протестантского графа Джеймса Аррана, который был следующим в очереди на престол. Заявление Битона было основано на завещании короля, которое его противники отвергли как подделку (Wormald, 1988, pp. 46–47).

Арран при поддержке своих друзей и родственников стал регентом до 1554 года, когда матери Марии удалось сместить и занять его место.
Регентом страны при малолетней королеве стал Джеймс Гамильтон, 2-й граф Арран, ближайший родственник Марии Стюарт и её наследник. В Шотландию вернулись дворяне-эмигранты — сторонники союза с Англией, изгнанные или бежавшие из страны при Якове V, который проводил профранцузскую политику. При их поддержке регент Арран в конце января 1543 года сформировал проанглийское правительство, прекратил преследования протестантов и начал переговоры о браке молодой королевы с наследником английского престола. Эти переговоры завершились в июле 1543 года подписанием Гринвичского договора, в соответствии с которым Мария должна была выйти замуж за сына короля Англии Генриха VIII, принца Эдуарда, что в дальнейшем должно было повлечь объединение Шотландии и Англии под властью одной королевской династии. Тем временем — 9 сентября 1543 года — Мария Стюарт была коронована в Стерлингском замке королевой Шотландии.

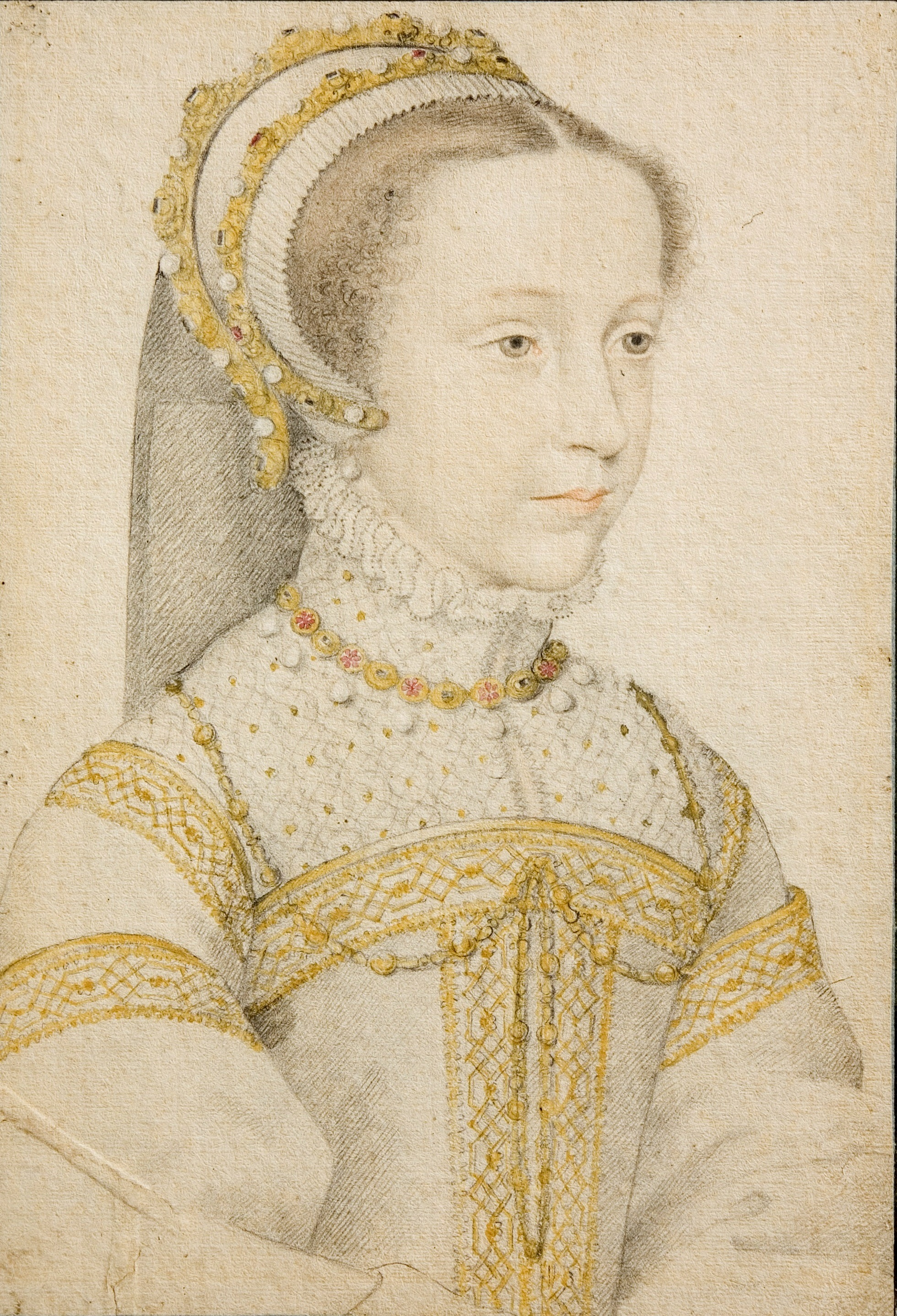
Мария Стюарт в юности. Художник Франсуа Клуэ, ок. 1555—1559 гг.

### Война с Англией
Усиление профранцузской партии шотландских дворян во главе с кардиналом Битоном и королевой-матерью, а также требование Генриха VIII о передаче ему Марии Стюарт, вызвали поворот в политике Шотландии. В конце 1543 года проанглийские бароны во главе с графом Ангусом были смещены, а к власти пришёл кардинал Битон и сторонники ориентации на Францию. Это вызвало реакцию со стороны Англии. В 1544—1545 годы английские войска графа Хартфорда неоднократно вторгались в Шотландию, уничтожая католические церкви и разоряя шотландские земли. Одновременно всё более широкое распространение в стране получал протестантизм, приверженцы которого в политическом отношении выступали за сближение с Англией. 29 мая 1546 года группа радикальных протестантов убила кардинала Битона и захватила замок Сент-Эндрюс. Шотландское правительство не смогло справиться с ситуацией и обратилось за помощью к Франции.
Французские войска прибыли в Шотландию в начале 1547 года и выбили протестантов из Сент-Эндрюса. В ответ английская армия вновь перешла англо-шотландскую границу и наголову разгромила шотландцев в битве при Пинки в сентябре 1547 года. Англичане захватили основные шотландские крепости в Лотиане и на берегах Ферт-оф-Тея, подчинив таким образом важнейшую часть шотландского королевства. Мария де Гиз была вынуждена укрыть свою дочь в Дамбартонском замке. К этому времени на престол Франции вступил Генрих II — сторонник решительной борьбы с Англией. По его предложению 7 июня 1548 года был подписан договор о браке королевы Марии Стюарт и дофина Франциска. В Шотландию были введены французские войска, которые к концу 1550 года смогли практически вытеснить англичан из страны. 7 августа 1548 года королева Мария Стюарт, которой к тому времени исполнилось лишь пять лет, отбыла во Францию.

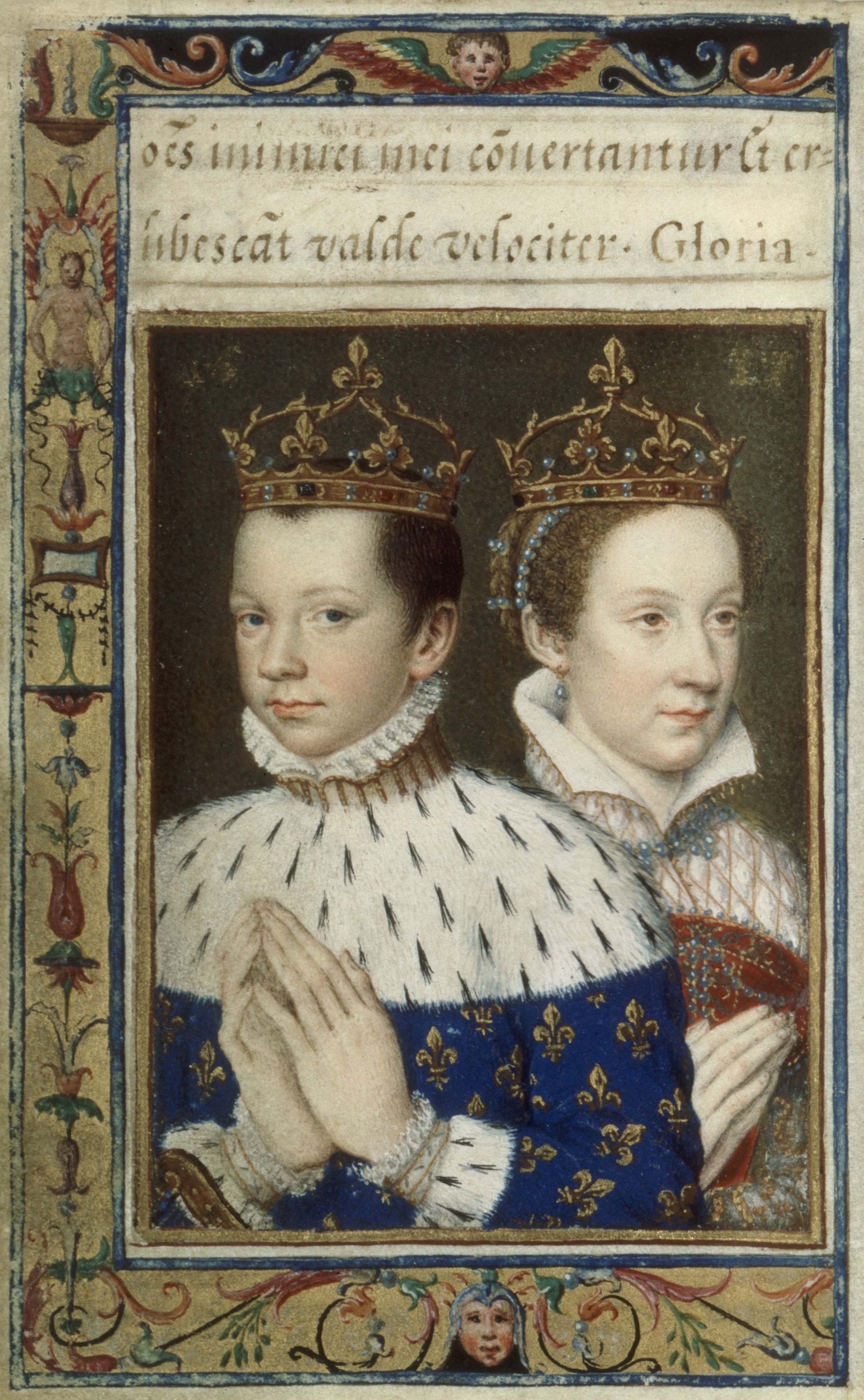
Неизвестный хуждожник. 1573. Мария Стюарт и Франциск II

### Жизнь во Франции
Вместе с юной Марией 13 августа 1548 года во Францию прибыла её небольшая свита, включающая единокровного брата графа Морейского и «четырёх Марий» — четырёх юных дочерей шотландских аристократов с одним именем — Битон, Ливинстон, Сетон и Флеминг. Французский двор, вероятно в то время самый блестящий в Европе, встретил юную невесту пышными торжествами. Король Генрих II испытывал симпатию к Марии Стюарт и обеспечил ей одно из лучших образований: молодая королева изучала французский, испанский, итальянский, древнегреческий языки и латынь, произведения античных и современных авторов. Она также научилась петь, играть на лютне и полюбила поэзию и охоту. Мария очаровала французский двор, ей посвящали стихи Лопе де Вега, Брантом, Ронсар.
В 1550 году во Францию прибыла мать королевы — Мария де Гиз, — занимающаяся укреплением франко-шотландского союза. Она, однако, не осталась со своими детьми и в 1551 году вернулась в Шотландию, чтобы обеспечить своей дочери стабильную власть в раздроблённой религиозными спорами стране. В 1554 году Марии де Гиз удалось отстранить от власти графа Аррана и самой возглавить правительство Шотландии.

### Регентство Марии де Гиз
Правление Марии де Гиз ознаменовалось усилением французского влияния в Шотландии. Французские войска были размещены в шотландских крепостях, в королевской администрации доминировали выходцы из Франции. 24 апреля 1558 года в Соборе Парижской Богоматери состоялась свадьба Марии Стюарт и дофина Франциска. Секретным приложением к брачному контракту королева передавала Шотландию королю Франции в случае отсутствия детей от этого брака.
Такая политика не могла не вызвать недовольство большей части шотландской аристократии. В то же время распространение протестантизма окончательно раскололо шотландское общество. Положение усугубилось восшествием на престол Англии в конце 1558 года королевы Елизаветы I, которая начала оказывать поддержку шотландским протестантам. Елизавета I по каноническому праву Римской Католической Церкви считалась незаконнорождённой, поэтому Мария Стюарт, приходившаяся правнучкой королю Англии Генриху VII Тюдору, имела право на английский престол. Однако, Мария и её советчики выбрали нечто среднее: юная королева не препятствовала своей кузине Елизавете быть признанной законной королевой, но и не отказывалась от своих претензий на корону. На гербе Франциска и Марии появилась английская корона. Это решение Марии, принятое словно с целью подразнить Елизавету, стало роковым: у Шотландии не было сил отстоять её права на английский престол, а отношения с Англией были безнадёжно испорчены.
10 июля 1559 года скончался Генрих II, и на престол Франции взошёл Франциск II. Мария Стюарт стала также королевой Франции.

### Протестантская революция
Франциск II был слабым, больным юношей и едва ли мог править твердо и решительно, и на первые роли во Франции вышла королева-мать Екатерина Медичи и Гизы — дяди Марии Стюарт. В то же время в Шотландии началась протестантская революция. Большая часть шотландской аристократии присоединилась к восставшим протестантам и обратилась за помощью к Англии. В страну были введены английские войска, которые встречались протестантами как освободители. Королева Мария де Гиз и французский гарнизон были осаждены в Лейте. Мария Стюарт не могла оказать военную помощь своей матери: Амбуазский заговор в марте 1560 года устранил влияние Гизов при дворе, во Франции назревали религиозные войны католиков с гугенотами и Екатерина Медичи не желала обострять отношения с Англией.
11 июня 1560 года скончалась Мария де Гиз — последнее препятствие на пути движения Шотландии к протестантству и союзу с Англией. Эдинбургский договор, заключённый между Францией и Англией 6 июля 1560 года, обеспечил вывод и английских, и французских войск из Шотландии и закрепил победу протестантизма в стране. Мария Стюарт отказалась утвердить этот договор, поскольку в нём содержалось признание Елизаветы I королевой Англии.
5 декабря 1560 года от тяжёлой болезни умер Франциск II. Это означало скорое возвращение Марии Стюарт в Шотландию. Перспектива прибытия королевы-католички заставила шотландских протестантов ускорить оформление новой государственной церкви: парламентом страны были утверждены протестантский символ веры и дисциплинарный устав, объявлено о разрыве Шотландской Церкви с Римом и запрете католической мессы.

## Возвращение в Шотландию

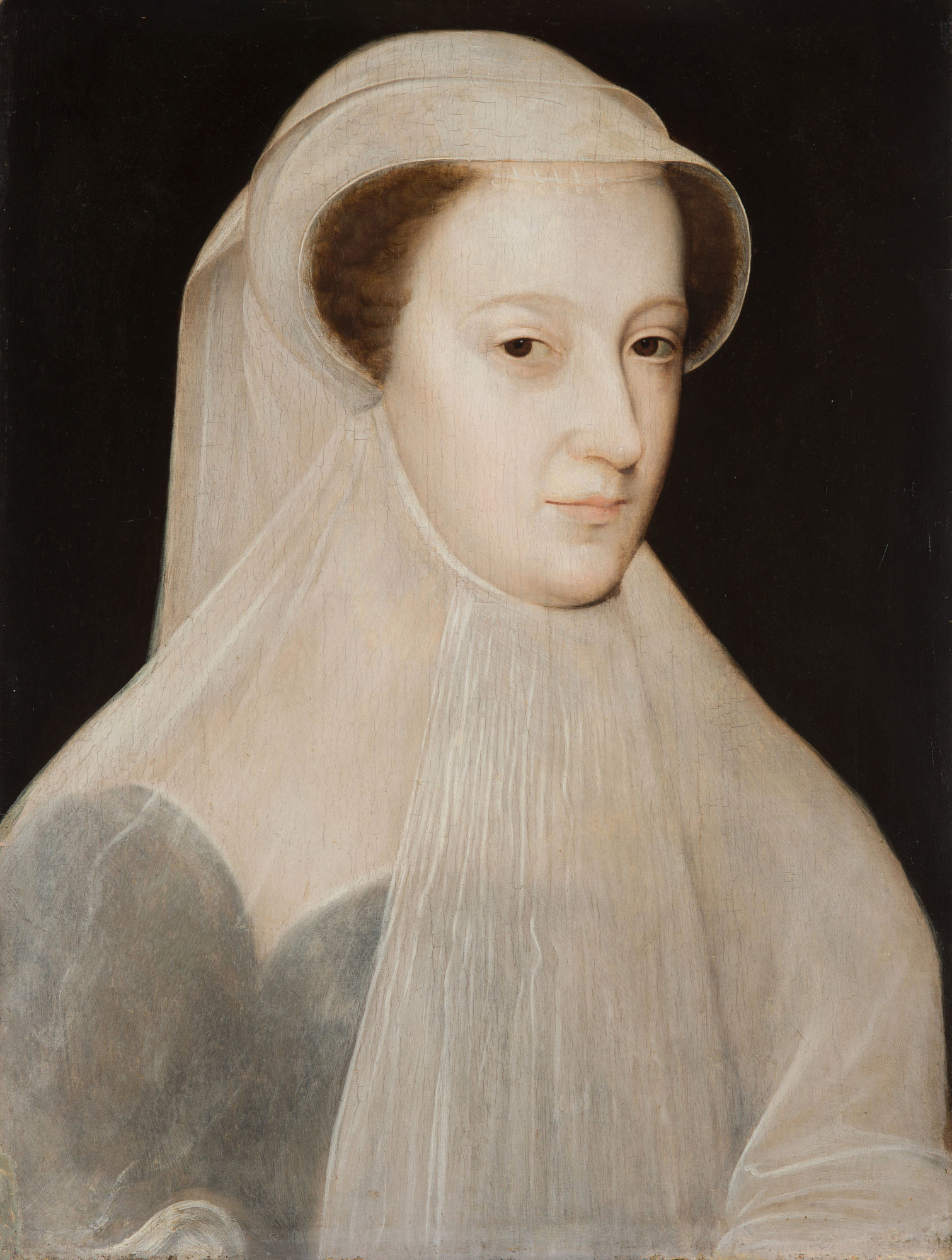
Франсуа Клуэ. Между 1559 и 1560. Мария Стюарт после возвращения в Шотландию. Национальная портретная галерея (Лондон)

### Внутренняя политика
19 августа 1561 года восемнадцатилетняя королева прибыла в Шотландию. Страна, в которую она возвратилась, представляла собой разделённую нацию. Консерваторы, во главе с графом Хантли, были готовы безоговорочно поддержать королеву, переставшую после смерти Франциска II олицетворять французское доминирование. Радикальные протестанты во главе с Джоном Ноксом требовали от королевы разрыва с католицизмом и её брака с графом Арраном — одним из протестантских лидеров. Умеренное крыло лорда Джеймса Стюарта и государственного секретаря Уильяма Мейтланда могло оказать Марии Стюарт поддержку только при условии сохранения протестантской религии и продолжения сближения с Англией.
С первых дней своего правления Мария Стюарт стала проводить осторожную политику, не пытаясь реставрировать католицизм, но и не переходя в протестантство. Главные роли в королевской администрации сохранили Джеймс Стюарт, ставший графом Морейским, и Уильям Мейтланд. Крайние протестанты пытались устроить заговор с целью захвата королевы, но заговор провалился. Арран вскоре сошёл с ума, а радикализм Джона Нокса уже не встречал понимания у широких слоёв шотландского дворянства. С другой стороны, консервативное крыло в 1562 году оказалось обезглавленным: граф Хантли, добивавшийся передачи ему графства Морей, поднял восстание против Марии Стюарт, но был разбит лордом Джеймсом и вскоре скончался. В 1562—1563 гг. королева официально признала протестантизм в качестве государственной религии Шотландии и утвердила порядок распределения церковных доходов на религиозные и государственные нужды. Мария Стюарт отказалась послать шотландскую делегацию на Тридентский собор, завершивший оформление католической доктрины. При этом она не порвала с Римом, продолжала переписку с Папой, а при дворе служилась католическая месса. В результате начало правления Марии Стюарт отмечено достижением относительной политической стабильности.
Поддержка дворянства в немалой степени объяснялась новыми возможностями, которые открылись перед молодыми шотландскими аристократами после создания королевского двора по французскому образцу в Холирудском дворце Марии. Молодая, стройная, красивая королева, любящая музыку, танцы, маскарады, охоту и гольф, не могла не привлекать к себе шотландских дворян, за время гражданских войн отвыкших от придворной жизни. Перепоручив каждодневную административную работу Морею и Мейтланду, Мария Стюарт смогла создать у себя в Холируде маленькое подобие Лувра.

### Внешняя политика
Внешняя политика представляла для Марии Стюарт серьёзную проблему. Лидеры шотландского правительства — Морей и Мейтланд — были убеждёнными сторонниками англо-шотландского союза. Сама королева Мария отказывалась признавать Елизавету I королевой Англии, надеясь на реализацию своих прав на английский престол. Компромисс мог быть возможным на условиях отказа Марии от претензий на английскую корону при жизни Елизаветы I в обмен на признание её наследницей королевы Англии. Однако ни Мария, ведомая самоуверенными надеждами, ни Елизавета I, не готовая решать вопрос наследования английского престола, не желали идти на сближение.
В то же время встал вопрос нового брака королевы Марии. На её руку претендовали множество европейских монархов (короли Франции, Швеции, Дании, эрцгерцог Австрии). Наиболее вероятным женихом долгое время считался Дон Карлос — сын короля Испании Филиппа II. Переговоры об этом союзе обеспокоили Англию: Елизавета I даже предложила за отказ от испанского брака признать Марию своей наследницей. Однако к концу 1563 года стало ясно, что Дон Карлос психически невменяем, и этот проект провалился. Елизавета со своей стороны предложила руку Роберта Дадли, графа Лестера, своего вероятного любовника, что, естественно, вызвало негодование королевы Шотландии.

## Кризис и падение Марии Стюарт

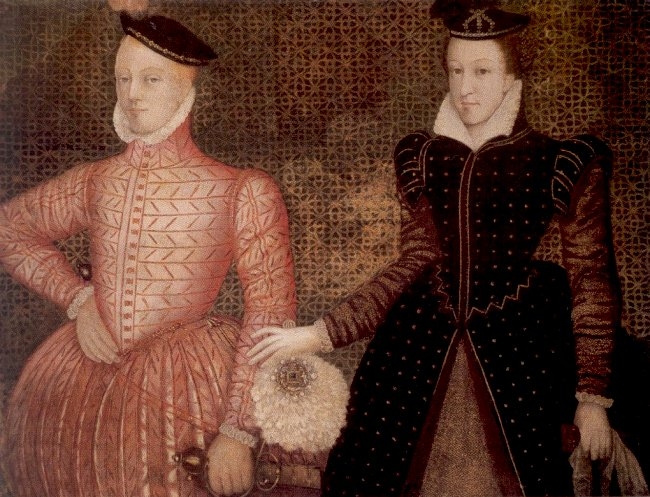
Неизвестный художник. Мария Стюарт и Генрих, лорд Дарнли. XVI в. Хардвик-холл (Дербишир, Великобритания)

### Второй брак и убийство Риччо
В 1565 году в Шотландию прибыл двоюродный брат королевы (общая бабушка — Маргарита Тюдор) — девятнадцатилетний Генрих Стюарт, лорд Дарнли, сын графа Леннокса и Маргариты Дуглас, потомок по материнской линии английского короля Генриха VII — высокий, красивый молодой человек. Мария Стюарт с первой встречи влюбилась в него и уже 29 июля 1565 года вышла за него замуж, к неудовольствию Елизаветы I. Этот брак не только означал разрыв с Англией, но и одновременно оттолкнул от королевы её прежних союзников — Морея и Мейтланда. В августе 1565 года Морей попытался поднять восстание, но Мария Стюарт, заручившись поддержкой Гордонов и Хепбёрнов и заложив свои драгоценности для выплаты жалования солдатам, моментально атаковала мятежника и вынудила его бежать в Англию.
Выступление Морея продемонстрировало королеве, что радикальные протестанты и англофилы далеки от безоговорочной лояльности. Это вызвало поворот в политике королевы. Она начала сближаться с католиками и возобновила переписку с королём Испании. Одновременно Мария отдаляет от себя ведущих шотландских аристократов и приближает лиц незнатного происхождения и иностранцев, угодных лично королеве. Положение усугубило охлаждение в отношениях с мужем: Мария Стюарт осознала, что лорд Дарнли морально оказался не готов к королевскому титулу, что она вышла замуж за человека без особых талантов и достоинств. Королева, поняв свою ошибку, стала пренебрегать своим супругом.
В результате к началу 1566 года сложилась враждебная королеве коалиция Дарнли и протестантских лордов Шотландии во главе с Мореем и Мортоном. 9 марта 1566 года в присутствии беременной королевы лидеры оппозиции жестоко убили Давида Риччо — одного из ближайших друзей, фаворита и личного секретаря Марии Стюарт. Вероятно, этим злодеянием заговорщики хотели, создав угрозу жизни королевы, заставить её пойти на уступки. Однако эффективные действия Марии вновь разрушили планы оппозиции: королева демонстративно примирилась с мужем и Мореем, что вызвало раскол в рядах заговорщиков, и решительно расправилась с исполнителями убийства. Мортон и его сподвижники бежали в Англию.

### Убийство Дарнли и свержение королевы
Примирение Марии Стюарт с мужем было кратковременным. Вскоре стала очевидной её симпатия к Джеймсу Хепберну, графу Ботвеллу, который резко контрастировал с Дарнли своей силой, мужественностью и решительностью. Разрыв королевы и короля стал свершившимся фактом: Дарнли даже отказался присутствовать на крещении их ребёнка, будущего короля Якова VI, родившегося 19 июня 1566 года. Политика Марии Стюарт всё более начинает определяться её чувствами, прежде всего страстью к Ботвеллу. Дарнли становится препятствием, которое необходимо преодолеть.
10 февраля 1567 года при таинственных обстоятельствах взорвался дом в Керк-о’Филде, пригороде Эдинбурга, где остановился Дарнли, а сам он был найден убитым во дворе, задушенный, при попытке бегства из горящего дома вместе с пажом. Вопрос об участии Марии Стюарт в организации убийства своего мужа — один из наиболее спорных в истории Шотландии. По-видимому, о готовящемся злодеянии по крайней мере знали и, возможно, сами участвовали граф Морей и Мейтланд. Также, со значительной долей уверенности, можно говорить о наличии заговора против Дарнли среди его бывших партнёров по убийству Риччо во главе с Мортоном, которых король предал. Участие в заговоре графа Ботвелла тоже более чем вероятно. Причём, если Ботвелл, по-видимому, хотел расчистить себе путь к руке королевы Марии, то группы Мортона и Морея, возможно, убийством Дарнли пытались вызвать кризис доверия к королеве и её свержение. Возможно, все перечисленные группы действовали независимо друг от друга.
Однако, кто бы ни был действительным убийцей короля, по крайней мере, косвенную вину в этом преступлении общественное мнение Шотландии возложило на королеву как неверную жену. Мария Стюарт не сделала ничего, чтобы доказать свою невиновность. Наоборот, уже 15 мая 1567 года в Холируде состоялось бракосочетание Марии и графа Ботвелла. Этот брак с вероятным убийцей короля лишил Марию Стюарт всякой поддержки в стране, чем немедленно воспользовались лорды-протестанты и сторонники Морея. Они организовали «конфедерацию» лордов и, собрав значительные военные силы, выбили королеву и Ботвелла из Эдинбурга. 15 июня 1567 года войска королевы, столкнувшись у Карберри с армией конфедератов, разбежались. Мария Стюарт была вынуждена сдаться, предварительно обеспечив беспрепятственный отъезд Ботвелла, и была препровождена восставшими в замок Лохлевен, где 24 июля подписала отречение от престола в пользу своего сына Якова VI. Регентом страны на время несовершеннолетия короля был назначен граф Морей.

## Бегство в Англию

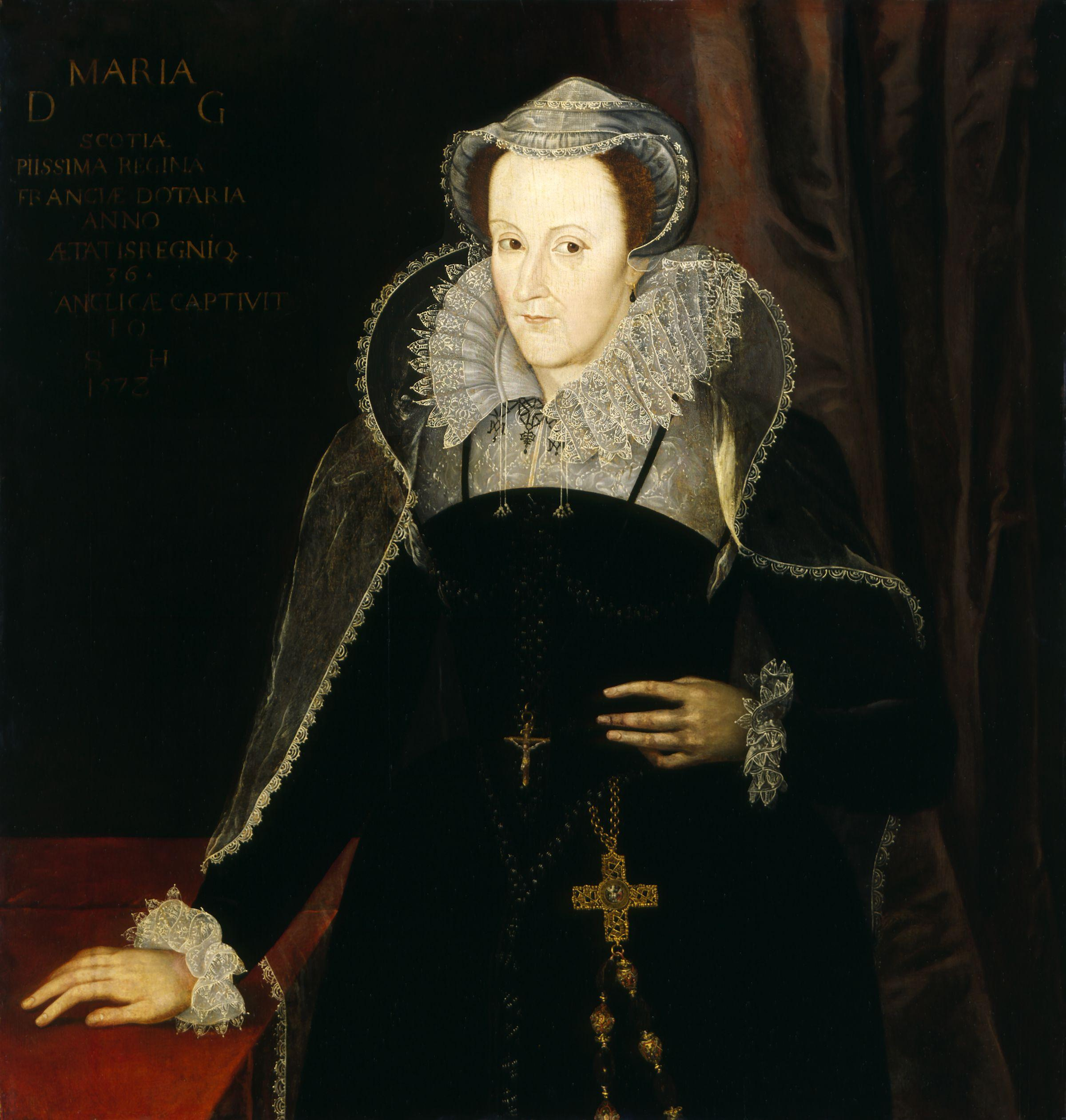
Николас Хиллиард, Мария Стюарт в Англии, ок. 1578 г. Национальная портретная галерея (Лондон)

Свержение законной королевы вызвало недовольство части шотландских лордов. Союз «конфедератов» быстро распался, установление регентства Морея вызвало переход в оппозицию Гамильтонов, графов Аргайла и Хантли. 2 мая 1568 года Мария Стюарт бежала из замка Лохлевен. К ней немедленно присоединились оппозиционные Морею бароны. Однако небольшая армия королевы 13 мая была разбита войсками регента в битве при Лангсайде, и Мария бежала в Англию, где обратилась за поддержкой к королеве Елизавете I.
Первоначально Елизавета I пообещала помощь Марии, однако она была далека от идеи военной интервенции в пользу своей конкурентки за английский престол. Елизавета взяла на себя функции арбитра в споре между Марией Стюарт и графом Мореем и инициировала расследование обстоятельств смерти Дарнли и свержения королевы Шотландии. В ходе расследования сторонники регента предъявили в качестве доказательства неверности Марии Стюарт и её участия в заговоре против мужа знаменитые «Письма из ларца», брошенные Ботвеллом после его бегства. По всей видимости часть этих писем (например, стихи, адресованные Ботвеллу) действительно были подлинными, однако другая часть была фальшивой. Результатом расследования стал расплывчатый вердикт Елизаветы в 1569 году, который, однако, позволил режиму Морея утвердиться в Шотландии и получить признание Англии.
Дело Марии Стюарт ещё не было окончательно проиграно. После убийства Морея в январе 1570 года в Шотландии вспыхнула гражданская война между сторонниками королевы (Аргайл, Хантли, Гамильтоны, Мейтланд) и партией короля (Леннокс и Мортон). Лишь благодаря вмешательству Елизаветы I 23 февраля 1573 года стороны подписали «Пертское примирение», в соответствии с которым королём Шотландии признавался Яков VI. Вскоре войска Мортона захватили Эдинбург и арестовали Мейтланда, последнего приверженца партии королевы. Это означало потерю Марией Стюарт надежды на её реставрацию в Шотландии.

## Заключение и казнь
Неудача в Шотландии не сломила королеву. Она по-прежнему оставалась претенденткой на английский престол, отказываясь отречься от своих прав, что беспокоило Елизавету I. В Англии Мария содержалась под наблюдением в Шеффилдском замке. В заключении у Марии Стюарт был значительный штат прислуги, на содержание королевы Англией и Францией выделялись крупные денежные средства. Однако она была отрезана от своих друзей в Шотландии и медленно старела в одиночестве.

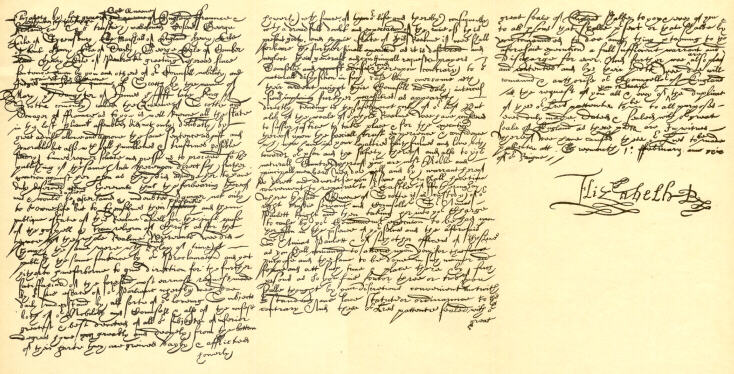
Смертный приговор, подписанный Елизаветой I

Мария не переставала интриговать против Елизаветы I, завязав секретную переписку с европейскими державами, однако реального участия в восстаниях против английской королевы она не принимала. Тем не менее имя Марии Стюарт, законной правнучки короля Генриха VII Английского, активно использовалось заговорщиками против Елизаветы I. В 1572 году был раскрыт заговор Ридольфи, участники которого пытались сместить Елизавету и посадить на трон Англии Марию Стюарт. В 1584 году был раскрыт заговор Трокмортона. В 1586 году, возможно, не без участия министра Елизаветы Фрэнсиса Уолсингема и своего тюремщика Эмиаса Паулета, Мария Стюарт оказалась вовлечённой в неосторожную переписку с Энтони Бабингтоном, агентом католических сил, в которой она поддержала идею заговора с целью убийства Елизаветы I. Однако заговор был раскрыт и переписка попала в руки английской королевы. Мария Стюарт предстала перед судом и была приговорена к казни.
8 февраля 1587 года Мария Стюарт была обезглавлена в замке Фотерингей. На эшафот она взошла с четвероногим другом по кличке Геддон под платьем. И когда палач привел приговор в исполнение и тело стали поднимать, в складках длинного платья обнаружилась собака, прильнувшая к ногам обезглавленной Марии.

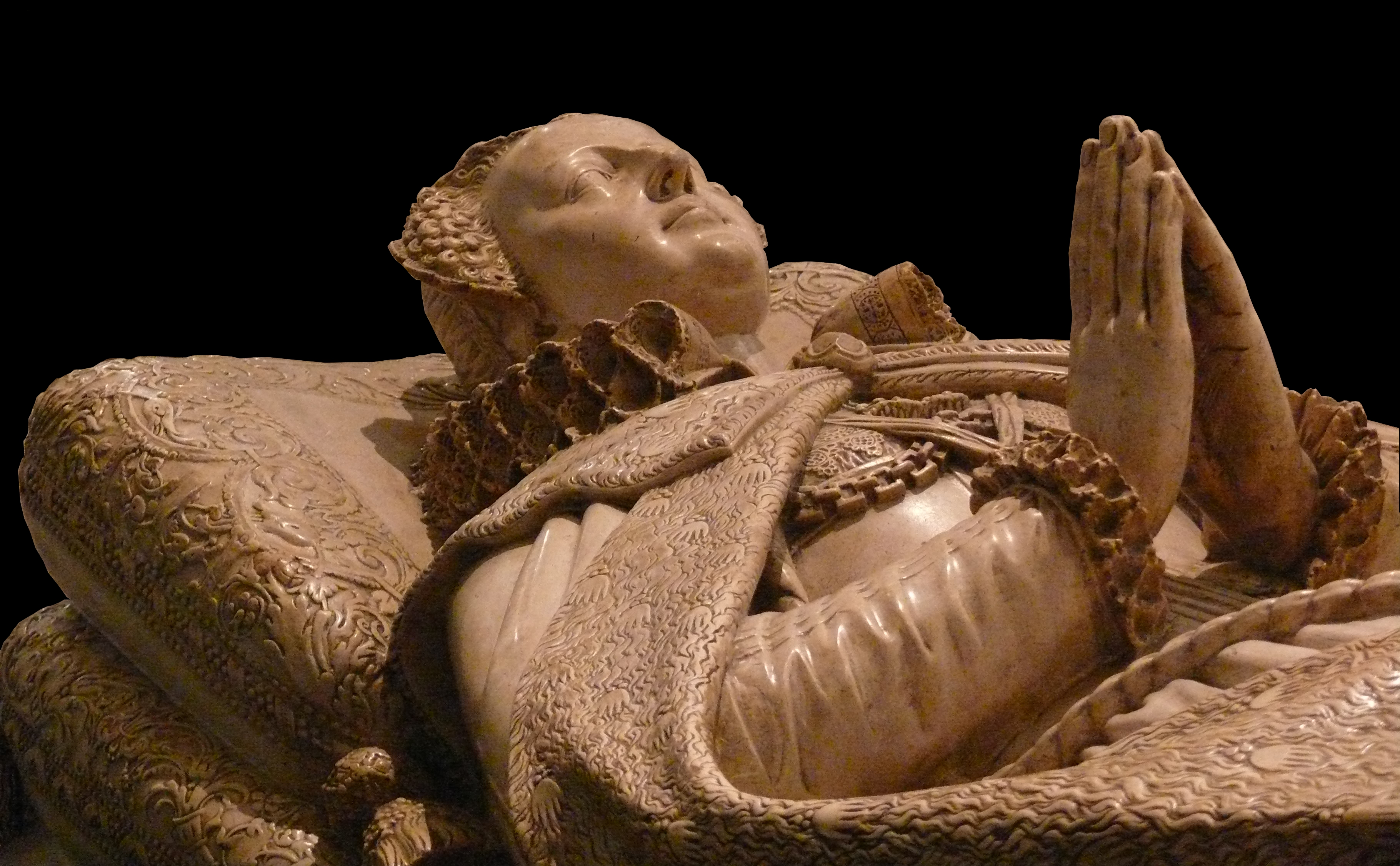
Копия скульптуры на могиле Марии Стюарт, Национальный музей Шотландии

Королева была похоронена в соборе Питерборо, а в 1612 году по приказу её сына Якова, который стал королём Англии после смерти Елизаветы I, останки Марии Стюарт перенесены в Вестминстерское аббатство, где были захоронены в непосредственной близости от могилы её вечной соперницы, королевы Елизаветы I.

## Браки и дети
- (1558) Франциск II, король Франции
- (1565) Генрих Стюарт, лорд Дарнли
  - сын Яков VI, король Шотландии (1567—1625), он же король Англии Яков I (1603—1625).
- (1567) Джеймс Хепберн, 4-й граф Ботвелл
  - Близнецы (1568)[16][17]

## Мария Стюарт в искусстве и литературе

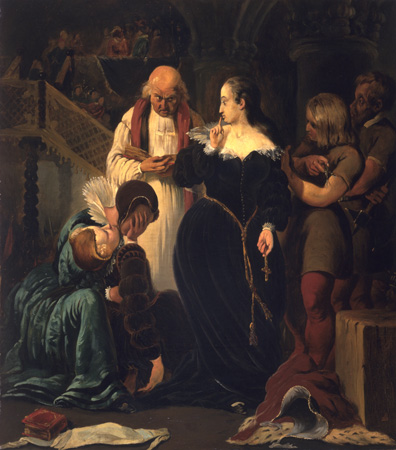
Форд Мэдокс Браун «Мария Стюарт перед казнью»

Судьба Марии Стюарт на протяжении многих веков интересовала не только историков, но и деятелей культуры и искусства. Была ли виновна королева в убийстве мужа? Насколько истинны «письма из ларца»? Что стало причиной её падения: страсть и коварный заговор противников Марии или естественный ход шотландской истории? На эти и многие другие вопросы пытались ответить такие писатели, как Йост ван ден Вондел, Лопе де Вега, Томмазо Кампанелла, Фридрих Шиллер, Юлиуш Словацкий, Альфред Теннисон и Стефан Цвейг. По числу исторических и беллетристских биографий, регулярно издаваемых начиная с XVI века, Мария Стюарт не имеет равных себе персоналий в шотландской истории. Романтический образ королевы воодушевил на создание опер «Мария Стюарт» Гаэтано Доницетти и Сергея Слонимского, а также цикла стихотворений «Двадцать сонетов к Марии Стюарт» Иосифа Бродского. Леся Украинка посвятила ей стихотворение «Последняя песня Марии Стюарт».
Эпизод казни Марии Стюарт воспроизводится в 11-секундном фильме «Казнь Марии Шотландской», снятом в августе 1895 года студией Т. Эдисона. Судьба королевы легла в основу нескольких художественных фильмов: «Мария Шотландская» (1936, в главной роли Кэтрин Хепбёрн), «Сердце королевы» («Дорога на эшафот») (1940, в главной роли Цара Леандер), «Мария — королева Шотландии» (1971, в главной роли Ванесса Редгрейв), «Заговор против короны» («Gunpowder, Treason & Plot», 2004, BBC, в главной роли Клеманс Поэзи). В телевизионном фильме «Последняя ночь» («La dernière nuit», 1981) в роли Марии Стюарт снялась французская актриса Анни Жирардо. В 2013 году режиссёром Томасом Имбахом был снят фильм «Мария — королева Шотландии», в главной роли снялась французская актриса Камилль Рутерфорд, музыку к фильму написала София Губайдулина.
Марии Стюарт посвящена песня «To France» Майка Олдфилда, ставшая международным хитом в 1984 году. В 2011 году немецко-норвежская метал-группа Leaves' Eyes записала её кавер-версию. Другой известный кавер этой же песни записала немецкая метал-группа Blind Guardian.
В американском телесериале «Царство» в центре сюжета находится молодая Мария Стюарт и её история прихода к власти.
В 2018 году вышел британский фильм «Две королевы» о противостоянии Марии Стюарт и Елизаветы Тюдор, роли в котором исполнили Сирша Ронан и Марго Робби соответственно. Режиссёром выступила Джози Рурк.

### В литературе
- Альфьери В. Мария Стюарда, 1778
- Шиллер Ф. Мария Стюарт, 1801
- Скотт В. Аббат, 1820
- Дюма, А. (отец). Мария Стюарт
- Дюма, А. (отец). Две Дианы (косвенно), 1847
- Цвейг С. Мария Стюарт, 1935
- Виктория Хольт. Мария Стюарт — пленённая королева, 1963
- Виктория Хольт. Мария Стюарт. Возвращение в Татбери
- Бродский И. Двадцать сонетов к Марии Стюарт, 1977
- Питаваль Э. Мария Стюарт. В борьбе за трон. На пути к плахе, 2002
- Карпущенко С. Власть чародея, 2004
- Фоллетт, К. Столп огненный, 2017

### В кино
- Роберт Томэ в фильме «Казнь Марии Стюарт» (1895)
- Кэтрин Хепбёрн в фильме «Мария Шотландская» (1936)
- Цара Леандер в фильме «Сердце королевы» (1940)
- Инге Келлер в телефильме «Мария Стюарт»(1959)
- Ванесса Редгрейв в фильме «Мария — королева Шотландии» (1971)
- Клеманс Поэзи в фильме «Заговор против короны» (2004)
- Шарлотт Уиннер в мини-сериале «Королева-девственница» (2005)
- Барбара Флинн в мини-сериале «Елизавета I» (2005)
- Саманта Мортон в фильме «Золотой век» (2007)
- Камилль Рутерфорд в фильме «Мария — королева Шотландии» (2013)
- Аделаида Кейн в телесериале «Царство» (2013—2017)
- Оливия Ченери в телесериале «Королевы» (2016)
- Сирша Ронан в фильме «Две королевы» (2018)
- Антония Кларк в телесериале «Королева змей» (2022)

### В популярной музыке
- песня «The Ballad Of Mary (Queen Of Scots)» группы Grave Digger
- песня «To France» композитора Майка Олдфилда, впоследствии перепетая другими музыкантами, среди которых немецкая метал-группа Blind Guardian
- Песня «Fotheringay» певицы Сэнди Денни
- песня «Youngest of Widows» группы Serenity
- песня «Mr.Тайсон» группы Крематорий